# Steve Cohn
Steve Cohn (* um 1953 in San Francisco) ist ein US-amerikanischer Jazzmusiker (Piano, Shakuhachi, Perkussion, weitere Instrumente, Komposition).

## Leben und Wirken
Cohn wuchs in San Francisco auf und lernte ab dem achten Lebensjahr Klavier. Ab 1971 studierte er an der University of California, Los Angeles. In seiner Heimatstadt spielte er Blues und trat u. a. im Keystone Korner auf (dort entstand später sein erstes Quintett-Album Sufi Dancers bei White Cow Records 1983), außerdem bei der Bach Dancing & Dynamite Society und im Yoshi’s. Es folgte ein zweijähriger Aufenthalt in Japan, wo er das Spiel der Shakuhachi perfektionierte, ein Instrument, das er später an der San Francisco State University unterrichtete. Dann kehrte er in die USA zurück und begann klassisches Klavier und Musik des 20. Jahrhunderts an der San Francisco State University bei Wayne Peterson zu studieren. Bald begann er im Bereich des Jazz mit Musikern wie Sonny Simmons und Eddie Henderson aufzutreten.
Zwischen 1982 und 1999 lebte er in New York City, wo er zunehmend auch malte, dann zeitweilig in Europa. In den 2000er-Jahren begann er mit Musikern wie Adam Lane, Blaise Siwula, Kevin Norton, Tomas Ulrich, Guillermo Gregorio, Jimmy Bennington, Ed Schuller, Perry Robinson und Fred Lonberg-Holm zu arbeiten. Im Bereich des Jazz war er laut Tom Lord zwischen 1982 und 2018 an 20 Aufnahmesessions beteiligt.
Beispiele für Cohns Shakuhachi-Spiel finden sich auf den Titeln „Take Two for Now“ und „Shakuhachi and Piano“ seines zweiten, 1982 in New York entstandenen Albums Arts & Crafts (1984). In Japan lernte er auch das Doppelrohrblattinstrument Hichiriki. Außerdem spielt er die einsaitige Zupflaute Ektara, die in Indien verwendet wird. Cohns Interesse an nicht-westlichen Instrumenten habe zur Entstehung einer faszinierenden Mischung geführt, schrieb Jerry D’Souza (All About Jazz). Um deren unverwechselbaren Klang herauszuarbeiten, nutze er die Tonalität und verschmelze sie dann mit den Stimmen traditioneller westlicher Instrumente. Dabei griff er auf den Input einiger außergewöhnlicher Improvisatoren zurück, darunter unter anderem Reggie Workman, Karl Berger, Jason Kao Hwang und  William Parker.

## Diskographische Hinweise
- Ittekimasu (1987, mit Fred Hopkins, Thurman Barker)
- Shapes Sounds Theories (Cadence, 1988, mit Reggie Workman, Chuck Fertal)
- The Beggar and the Robot in Diamonds (ITM Pacific 1996, mit Fred Hopkins, Jason Hwang, Tom Varner, Frank Lowe, Bob Stewart, William Parker, Karl Berger, Zen Matsuura)
- Bridge Over the X-Stream (Leo Records, 2000, mit Reggie Workman, Jason Hwang, Tom Varner)
- The Blair Recordings (Leo, 2002, mit Blair Hardman, Johnny DeRobertis)
- Steve Cohn, Adam Lane, Ray Sage, Blaise Siwula, Motoko Shimizu: Wire (Konnex Records, 2007)
- Steve Cohn, Masahiko Kono, Kevin Norton, Tomas Ulrich: Iro Iro (Red Toucan Records, 2008)[3]
- Steve Cohn, William Parker, Tom Tedesco: We (Unseen Rain Records, 2011)
- Steve Cohn, Guillermo Gregorio, Masahiko Kono, Bruce Ditmas: The Novel (Unseen Rain Records, 2013)
- Steve Cohn, Larry Roland, Daniel Carter, Marvin „Boogaloo“ Smith Voyager (Tube Room Records, 2019)
- Steve Cohn/Perry Robinson: Faces (Tube Room, 2020)
- The Day She Cried (2024, mit Joe Fonda, Barry Altschul)